# Campionati europei di ciclismo su pista - Americana maschile

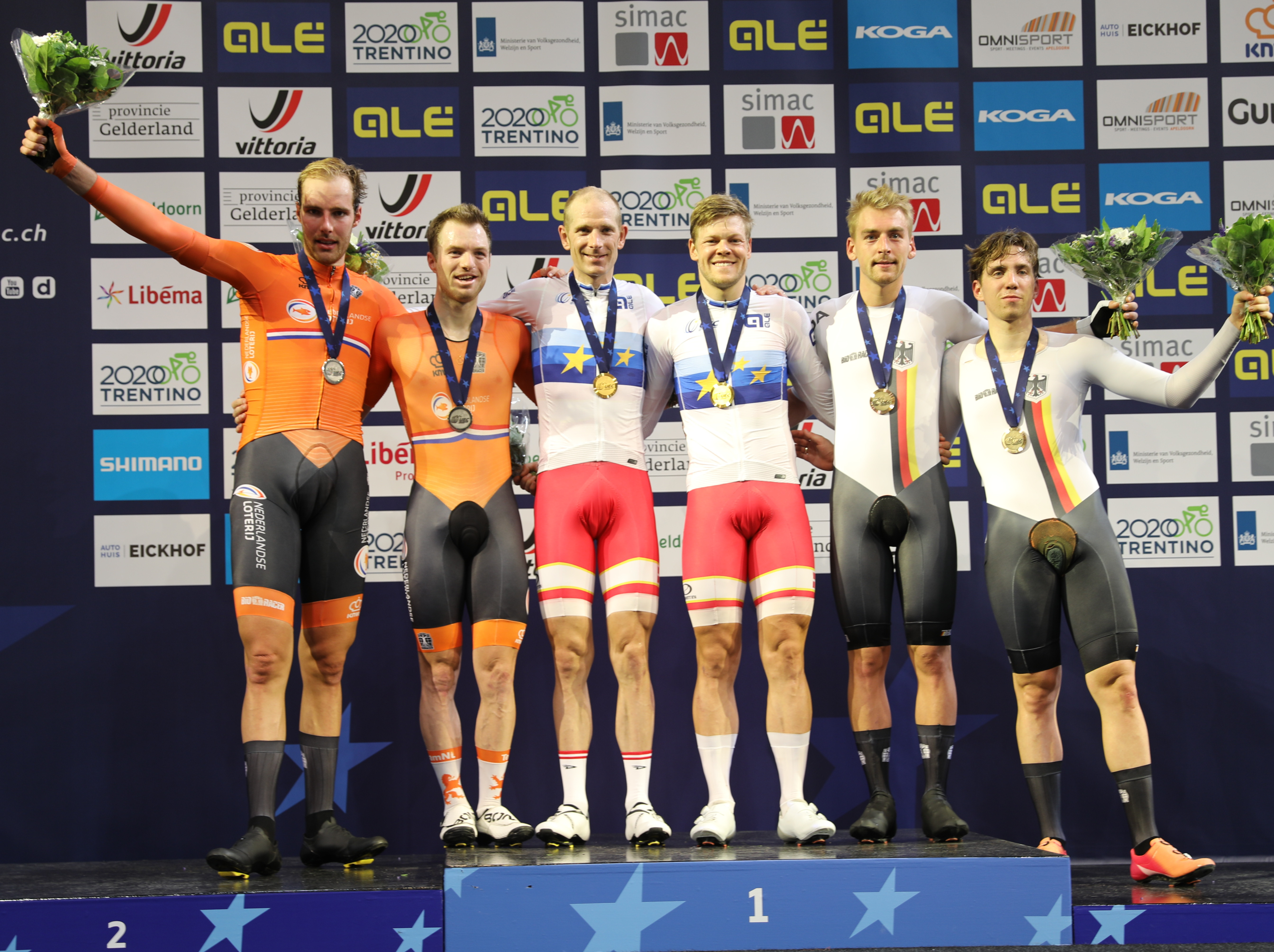
Il podio dell'edizione 2019: da sinistra, Jan-Willem van Schip e Yoeri Havik, Michael Mørkøv e Lasse Norman Hansen, Theo Reinhardt e Maximilian Beyer

L'americana maschile è una delle prove inserite nel programma dei campionati europei di ciclismo su pista. Gara open, è parte del programma sin dalla prima edizione dei campionati, nel 2010.
In precedenza, dal 1949 al 1990 e dal 1995 al 2009, venne assegnato un titolo europeo di americana all'interno di specifiche rassegne. Tale prova, antecedente alla creazione dei campionati europei, annovera tra i vincitori campioni come Rik Van Steenbergen, Peter Post, Rudi Altig, Patrick Sercu ed Eddy Merckx.

## Albo d'oro
Aggiornato all'edizione 2025.
| Anno                                    | Vincitori                                    | Secondi                                      | Terzi                                             |
| Campionati europei di americana         | Campionati europei di americana              | Campionati europei di americana              | Campionati europei di americana                   |
| --------------------------------------- | -------------------------------------------- | -------------------------------------------- | ------------------------------------------------- |
| 1949                                    | Gerrit Boeijen Gerrit Schulte                | Achiel Bruneel Camiel Dekuysscher            | Reginald Arnold Alfred Strom                      |
| 1950                                    | Gerrit Peters Gerrit Schulte                 |                                              |                                                   |
| 1951                                    | Valère Ollivier Albert Sercu                 |                                              |                                                   |
| 1952                                    | Jean Le Nizerhy Roger Reynes                 |                                              |                                                   |
| 1953                                    | Hugo Koblet Armin von Büren                  |                                              |                                                   |
| 1954                                    | Hugo Koblet Armin von Büren                  |                                              |                                                   |
| 1955                                    | Dominique Forlini Georges Senfftleben        |                                              |                                                   |
| 1955 (2)                                | Piet Haan Jan Plantaz                        |                                              |                                                   |
| 1957                                    | Reginald Arnold Ferdinando Terruzzi          |                                              |                                                   |
| 1958                                    | Emile Severeyns Rik Van Steenbergen          |                                              |                                                   |
| 1959                                    | Emile Severeyns Rik Van Steenbergen          |                                              |                                                   |
| 1960                                    | Emile Severeyns Rik Van Steenbergen          |                                              |                                                   |
| 1961                                    | Emile Severeyns Rik Van Steenbergen          |                                              |                                                   |
| 1962                                    | Klaus Bugdahl Fritz Pfenninger               |                                              |                                                   |
| 1963                                    | Palle Lykke Jensen Rik Van Steenbergen       |                                              |                                                   |
| 1964                                    | Fritz Pfenninger Peter Post                  |                                              |                                                   |
| 1965                                    | Rudi Altig Hans Junkermann                   |                                              |                                                   |
| 1966                                    | Klaus Bugdahl Sigi Renz                      |                                              |                                                   |
| 1966 (2)                                | Fritz Pfenninger Peter Post                  |                                              |                                                   |
| 1968                                    | Dieter Kemper Horst Oldenburg                |                                              |                                                   |
| 1968 (2)                                | Peter Post Patrick Sercu                     |                                              |                                                   |
| 1969                                    | Eddy Merckx Patrick Sercu                    |                                              |                                                   |
| 1971                                    | Wilfried Peffgen Sigi Renz                   |                                              |                                                   |
| 1971 (2)                                | Klaus Bugdahl Dieter Kemper                  |                                              |                                                   |
| 1973                                    | Albert Fritz Wilfried Peffgen                |                                              |                                                   |
| 1973 (2)                                | Leo Duyndam René Pijnen                      |                                              |                                                   |
| 1974                                    | René Pijnen Patrick Sercu                    |                                              |                                                   |
| 1976                                    | Günther Haritz René Pijnen                   |                                              |                                                   |
| 1977                                    | Eddy Merckx Patrick Sercu                    |                                              |                                                   |
| 1978                                    | Gregor Braun Patrick Sercu                   |                                              |                                                   |
| 1979                                    | Donald Allan Danny Clark                     |                                              |                                                   |
| 1980                                    | René Pijnen Michel Vaarten                   |                                              |                                                   |
| 1981                                    | Gert Frank Hans-Henrik Ørsted                | Roman Hermann Horst Schütz                   | Albert Fritz Wilfried Peffgen                     |
| 1982                                    | René Pijnen Patrick Sercu                    | Gert Frank Josef Kristen                     | Maurizio Bidinost Pierangelo Bincoletto           |
| 1983                                    | Gert Frank Hans-Henrik Ørsted                | Anthony Doyle Gary Wiggins                   | Josef Kristen Henri Rinklin                       |
| 1984                                    | Anthony Doyle Gary Wiggins                   | Roman Hermann Sigmund Hermann                | Josef Kristen Henri Rinklin                       |
| 1985                                    | Gert Frank René Pijnen                       | Anthony Doyle Gary Wiggins                   | Dietrich Thurau Josef Kristen                     |
| 1987                                    | Roman Hermann Josef Kristen                  | Étienne De Wilde Stan Tourné                 | René Pijnen Gert Frank                            |
| 1987 (2)                                | Volker Diehl Roland Günther                  | Urs Freuler Hans Rudi Maerki                 | Roman Hermann Sigmund Hermann                     |
| 1988                                    | Danny Clark Anthony Doyle                    | Volker Diehl Roland Günther                  | Roman Hermann Hans Rudi Maerki                    |
| 1989                                    | Danny Clark Anthony Doyle                    | Bruno Holenweger Daniel Wyder                | Marc Meilleur Philippe Tarantini                  |
| 1990                                    | Pierangelo Bincoletto Jens Veggerby          | Laurent Biondi Philippe Tarantini            | Roland Günther Carsten Wolf                       |
| Campionati europei di americana Elite   |                                              |                                              |                                                   |
| 1995                                    | Svizzera Kurt Betschart Bruno Risi           | Italia Pierangelo Bincoletto Marco Villa     | Belgio Étienne De Wilde Laurenzo Lapage           |
| 1996                                    | Danimarca Jimmi Madsen Jens Veggerby         | Svizzera Kurt Betschart Bruno Risi           | Germania Andreas Kappes Carsten Wolf              |
| 1997                                    | Danimarca Jimmi Madsen Jens Veggerby         | Svizzera Kurt Betschart Bruno Risi           | Belgio Frank Corvers Étienne De Wilde             |
| 1999                                    | Francia Damien Pommereau Robert Sassone      | Austria Andreas Müller Bernhard Wächter      | Rep. Ceca Martin Bláha Jacub Lazar                |
| 2001                                    | Belgio Étienne De Wilde Matthew Gilmore      | Italia Silvio Martinello Marco Villa         | Svizzera Kurt Betschart Bruno Risi                |
| 2002                                    | Paesi Bassi Robert Slippens Danny Stam       | Svizzera Kurt Betschart Bruno Risi           | Slovacchia Martin Liška Jozef Zabka               |
| 2003                                    | Germania Andreas Beikirch Andreas Kappes     | Paesi Bassi Robert Slippens Danny Stam       | Svizzera Kurt Betschart Bruno Risi                |
| 2004                                    | Svizzera Alexander Aeschbach Franco Marvulli | Slovacchia Martin Liška Jozef Zabka          | Danimarca Jens-Erik Madsen Michael Smith Larsen   |
| 2005                                    | Belgio Matthew Gilmore Iljo Keisse           | Rep. Ceca Martin Bláha Petr Lazar            | Russia Konstantin Ponomarev Aleksej Šmidt         |
| 2006                                    | Svizzera Franco Marvulli Bruno Risi          | Paesi Bassi Peter Schep Danny Stam           | Rep. Ceca Alois Kaňkovský Petr Lazar              |
| 2007                                    | Paesi Bassi Jens Mouris Peter Schep          | Russia Aleksej Markov Nikolaj Trusov         | Russia Ivan Kovalëv Aleksej Šmidt                 |
| 2008                                    | Belgio Kenny De Ketele Iljo Keisse           | Danimarca Casper Jørgensen Michael Mørkøv    | Russia Sergej Kolesnikov Ivan Kovalëv             |
| 2009                                    | Germania Robert Bartko Roger Kluge           | Russia Sergej Kolesnikov Aleksej Šmidt       | Paesi Bassi Peter Schep Danny Stam                |
| Campionati europei di ciclismo su pista |                                              |                                              |                                                   |
| 2010                                    | Rep. Ceca Martin Bláha Jiří Hochmann         | Belgio Kenny De Ketele Tim Mertens           | Ucraina Serhij Lahkuti Mychajlo Radionov          |
| 2011                                    | Belgio Kenny De Ketele Iljo Keisse           | Svizzera Claudio Imhof Cyrille Thièry        | Francia Vivien Brisse Morgan Kneisky              |
| 2012                                    | Rep. Ceca Martin Bláha Jiří Hochmann         | Russia Artur Eršov Valerij Kajkov            | Italia Angelo Ciccone Elia Viviani                |
| 2013                                    | Italia Liam Bertazzo Elia Viviani            | Spagna David Muntaner Albert Torres          | Belgio Kenny De Ketele Gijs Van Hoecke            |
| 2014                                    | Austria Andreas Graf Andreas Müller          | Belgio Kenny De Ketele Otto Vergaerde        | Francia Vivien Brisse Morgan Kneisky              |
| 2015                                    | Spagna Sebastián Mora Albert Torres          | Russia Michail Radionov Andrej Sazanov       | Francia Bryan Coquard Morgan Kneisky              |
| 2016                                    | Spagna Sebastián Mora Albert Torres          | Francia Morgan Kneisky Benjamin Thomas       | Belgio Kenny De Ketele Moreno De Pauw             |
| 2017                                    | Francia Florian Maitre Benjamin Thomas       | Danimarca Niklas Larsen Casper Pedersen      | Polonia Wojciech Pszczolarski Daniel Staniszewski |
| 2018                                    | Belgio Kenny De Ketele Robbe Ghys            | Germania Roger Kluge Theo Reinhardt          | Gran Bretagna Ethan Hayter Oliver Wood            |
| 2019                                    | Danimarca Lasse Norman Hansen Michael Mørkøv | Paesi Bassi Yoeri Havik Jan-Willem van Schip | Germania Maximilian Beyer Theo Reinhardt          |
| 2020                                    | Spagna Sebastián Mora Albert Torres          | Portogallo Ivo Oliveira Rui Oliveira         | Italia Francesco Lamon Stefano Moro               |
| 2021                                    | Paesi Bassi Yoeri Havik Jan-Willem van Schip | Belgio Kenny De Ketele Lyndsay De Vylder     | Portogallo Iúri Leitão Rui Oliveira               |
| 2022                                    | Germania Roger Kluge Theo Reinhardt          | Francia Thomas Boudat Donavan Grondin        | Belgio Robbe Ghys Fabio Van Den Bossche           |
| 2023                                    | Germania Roger Kluge Theo Reinhardt          | Italia Simone Consonni Michele Scartezzini   | Francia Donavan Grondin Benjamin Thomas           |
| 2024                                    | Germania Roger Kluge Theo Reinhardt          | Francia Thomas Boudat Donavan Grondin        | Danimarca Michael Mørkøv Theodor Storm            |
| 2025                                    | Paesi Bassi Yanne Dorenbos Vincent Hoppezak  | Portogallo Ivo Oliveira Rui Oliveira         | Germania Roger Kluge Tim Torn Teutenberg          |